# Gravio di Condove
Il Gravio di Condove è un torrente del Piemonte, affluente in sinistra idrografica della Dora Riparia. Il suo corso si sviluppa interamente nel territorio della Provincia di Torino e bagna l'omonimo vallone laterale della Valle di Susa.

## Idronimo
Il nome Gravio deriva dal latino glarea (ghiaia), e si riferisce ai depositi ghiaiosi dovuti allo scorrere dei corsi d'acqua; dalla stessa radice derivano anche, ad esempio, i toponimi Gravere o Clarea.
Oltre al Gravio di Condove in Valsusa è presente un secondo torrente Gravio, che nasce nel parco dell'Orsiera e confluisce nella Dora in destra idrografica nei pressi di Villar Focchiardo.

## Percorso

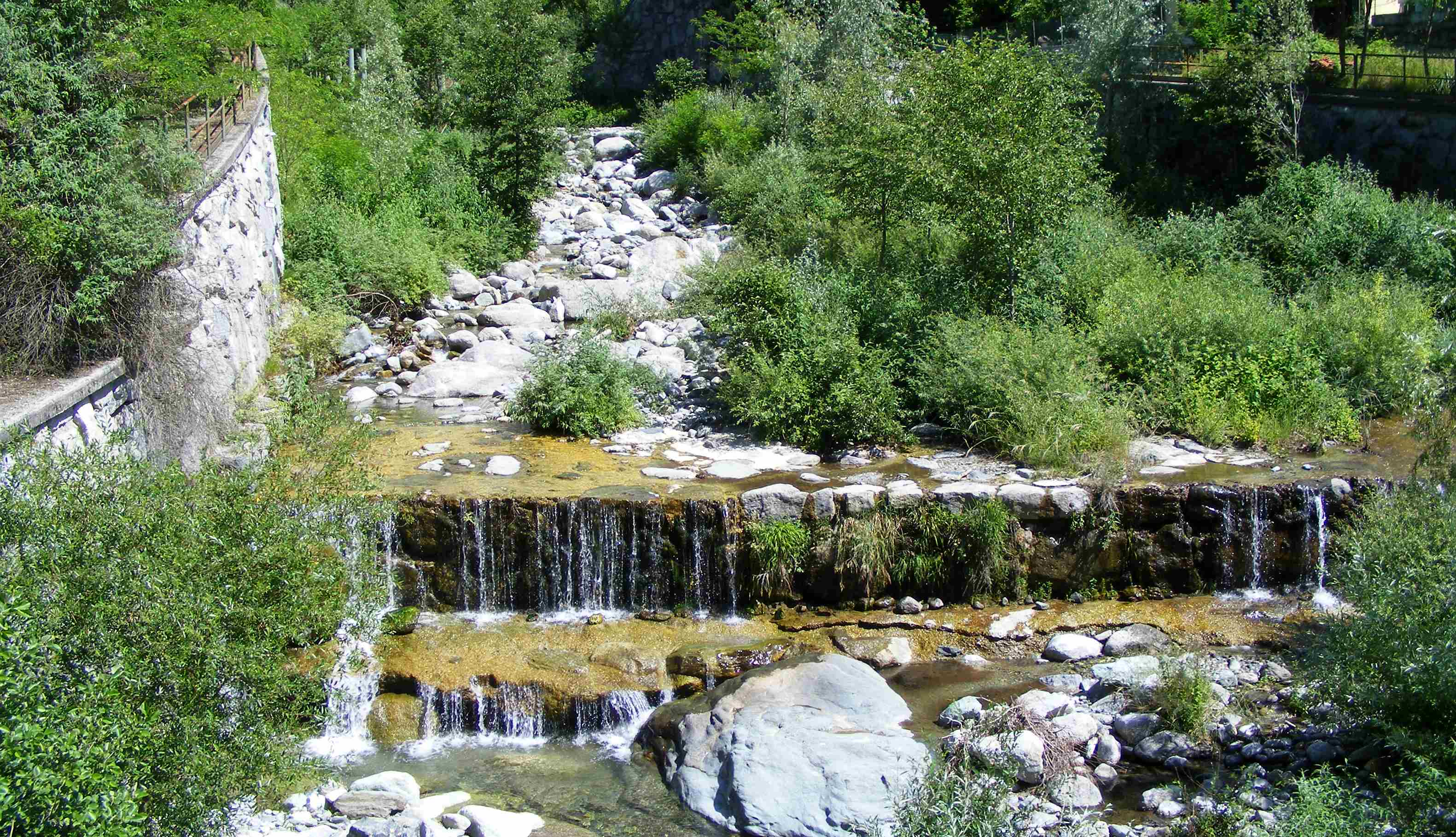
Una briglia non lontano dal centro di Condove

Il torrente si origina da alcuni rami sorgentizi che scendono verso sud-est dalla conca compresa tra la Rocca Patanua e le punte Lunella e dell'Adois. Giunto nei pressi di Frassinere il torrente ruota di circa 90° verso est e mantiene un orientamento ovest-est fino a Mocchie da dove, approfondendo il proprio solco vallivo, prende nuovamente a scendere verso sud.
Arrivato a lambire l'abitato di Condove il Gravio entra con una ampia conoide detritica nel solco principale della Valle di Susa, viene scavalcato dalla ex SS 24 e dall'autostrada del Frejus e raggiunge infine la Dora Riparia, nella quale confluisce a quota 384 m s.l.m.
Il percorso del Gravio interessava un tempo i territori comunali di Mocchie, Frassinere e Condove ma, in seguito all'accorpamento di Mocchie e Frassinere nel territorio di Condove avvenuto nel 1936, il torrente è oggi totalmente compreso nel territorio di quest'ultimo comune.

## Principali affluenti
Data la forma del bacino idrografico del Gravio, che si sviluppa soprattutto in sinistra idrografica del torrente, i suoi maggiori affluenti provengono da sinistra. Si possono ricordare:
- rio Balmusello, che si origina nei pressi della punta di Grifone e sbocca nel Gravio a valle di Mogliassi;
- rio Togno, che nasce a pian Vinassa e confluisce nel Gravio dopo aver lambito la borgata Rogno;
- rio Puta, che scende dal colle degli Astesiani e raggiunge il Gravio presso Mocchie.

## Utilizzi
Fin da tempi remoti il torrente era noto per la bontà delle trote; le sue acque venivano inoltre usate per la fertilizzazione delle coltivazioni dei centri abitati attraversati dal torrente
.
Nei pressi del centro di Condove attorno al torrente è stato allestito il parco del Gravio, con piazzole attrezzate per il parcheggio dei camper, in parco avventura, aree giochi per bambini e soprattutto ampi spazi per il pic nic.